# Argedava

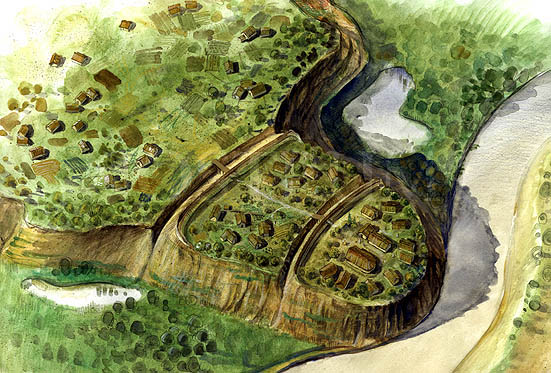
Impressie van Argedava

Argedava (ook: Argedauon, Sargedava, Sargedauon, Zargedava, Zargedauon, Grieks: Αργεδαυον, Σαργεδαυον) was een Dacische nederzetting in de Romeinse tijd. Argedava werd voor het eerst genoemd in een decreet van Dionysopolis in 48 v.Chr. en wordt beschouwd als de hoofdstad van Dacië toen koning Boerebista aan de macht was. Mogelijk lag de nederzetting op de plek van het huidige Roemeense dorp Popești in het district Giurgiu of in Vărădia in het district Caraș-Severin.
Het door de burgers van Dionysopolis opgestelde decreet is aangetroffen op een beschadigde marmeren inscriptie. Hierop wordt Arconion genoemd als degene die op een diplomatieke reis was gestuurd naar Argedauon. Tevens vermeldt de inscriptie de naam van koning Boerebista. Het is mogelijk dat Arconion een belangrijke adviseur van Boerebista was in Dionysopolis. Bronnen geven aan dat Arconion als ambassadeur van Boerebista op reis was gestuurd naar Pompeius om te spreken over een alliantie tegen Julius Caesar. Dit suggereert dat Argedava de hoofdstad was van Boerebista's koninkrijk.

## Mogelijke locaties
Over de locatie van Argedava bestaan twee interpretaties. De ene gaat ervan uit dat de stad was gelegen op de plek van het huidige Vărădia. Bronnen als de Geographia (150 n.Chr.) van Ptolemaeus en de Tabula Peutingeriana (2e eeuw n.Chr.), plaatsen een Dacische stad met de naam Argidava of Arcidava op de plek van Vărădia. Bovendien ligt deze locatie niet ver verwijderd van de latere hoofdstad van Dacië, Sarmizegetusa. De andere theorie plaatst Argedava in Popeşti. De argumenten hiervoor zijn de naamovereenkomst met de rivier Argeş, de geografische ligging aan de weg richting Dionysopolis, en de vondst van een mogelijk koninklijk paleis. Er zijn echter geen bronnen bekend die iets zeggen over de Dacische naam van de gevonden nederzetting.
Omdat de inscriptie is beschadigd, waaronder vlak voor het woord Argedauon, is het ook mogelijk dat het om de plaats Sargedauon (Grieks: Σαργεδαυον) of Zargedauon gaat, die op een geheel andere plek ligt.